# گوی‌دره (کلبجر)
گوی‌دره (ترکی آذربایجانی: Göydərə) یک منطقهٔ مسکونی در جمهوری آرتساخ است که در استان شاهومیان واقع شده‌است.